# Frederic I d'Anhalt
Frederic I (en alemany, alemany: Herzog Friedrich I von Anhalt; 29 d'abril de 1831 - 24 de gener de 1904) va ser un príncep alemany: Herzog Friedrich I von Anhalt de la Casa d'Ascània que va governar el Ducat d'Anhalt des de 1871 fins a 1904.

## Joventut
Frederic va néixer a Dessau el 1831 com a tercer fill i únic varó del Duc Leopold IV d'Anhalt-Dessau i la seva esposa Frederica Guillermina de Prússia, la filla del Príncep Lluís Carles de Prússia.
Va estudiar a Bonn i Ginebra, i el 1851 va entrar en l'exèrcit prussià en Potsdam.
En 1863 es va convertir en hereu de l'unificat Ducat d'Anhalt, quan el seu pare Leopold IV va haver heretat tots els territoris d'Anhalt després de la mort de l'últim Duc d'Anhalt-Bernburg.
En 1864, va participar en la Segona Guerra de Schleswig sota el comandament del seu cunyat, el Príncep Frederic Carles de Prússia, i el 1870-71 a la Guerra Francoprussiana com a Tinent General. Va estar present en la proclamació de Guillem I com a emperador d'Alemanya a la Sala dels Miralls delPalau de Versalles el 18 de gener de 1871.

## Regnat
Frederic va succeir al seu pare com a Duc d'Anhalt el 22 de maig de 1871.
El 23 de gener de 1904 va sofrir un atac d'apoplexia i va morir l'endemà al castell de Ballenstedt. Com el seu fill major Leopold havia mort abans que ell, va ser succeït com a Duc pel seu segon fill que es va convertir en Frederic II.

## Família

### Matrimoni i fills
Es va casar el 22 d'abril de 1854 a Altenburg amb la Princesa Antonieta de Saxònia-Altenburg. Era la filla del Príncep Eduard de Saxònia-Altenburg i la seva esposa la Princesa Amàlia de Hohenzollern-Sigmaringen. Van tenir sis fills:
| Nom                            | Naixement             | Mort                   | Notes                                                                                    |
| ------------------------------ | --------------------- | ---------------------- | ---------------------------------------------------------------------------------------- |
| Príncep Hereu Leopold d'Anhalt | 18 de juliol de 1855  | 2 de febrer de 1886    | Casat amb la Princesa Isabel de Hesse-Kassel; van tenir descendència                     |
| Duc Frederic II d'Anhalt       | 19 d'agost de 1856    | 22 d'abril de 1918     | Casat amb la Princesa Maria de Baden, sense descendència.                                |
| Princesa Isabel d'Anhalt       | 7 de setembre de 1857 | 20 de juliol de 1933   | Casada amb el Gran Duc Adolf Frederic V de Mecklenburg-Strelitz; van tenir descendència. |
| Duc Eduard d'Anhalt            | 18 d'abril de 1861    | 13 de setembre de 1918 | Casat amb la Princesa Lluïsa de Saxònia-Altenburg; van tenir descendència.               |
| Príncep Aribert d'Anhalt       | 18 de juny de 1866    | 24 de desembre de 1933 | Casat amb la Princesa Maria Lluïsa de Schleswig-Holstein, sense descendència.            |
| Princesa Alexandra d'Anhalt    | 4 d'abril de 1868     | 26 d'agost de 1958     | Casada amb el Príncep Sizzo de Schwarzburg; amb descendència.                            |